# Katharina von Pommern-Stolp
Katharina von Pommern-Stolp (* 1384; † 12. März 1426 in Neumarkt in der Oberpfalz) war die Tochter Herzog Wartislaws VII. von Pommern-Stolp und die erste Ehefrau Pfalzgraf Johanns von Pfalz-Neumarkt. Gemeinsam mit ihrem Ehemann stiftete sie das Birgittenkloster Gnadenberg; ihr Sohn Christoph wurde später König von Dänemark, Norwegen und Schweden.

## Leben
Katharina wurde 1384 geboren. Ihre Eltern waren Wartislaw VII., der dem pommerschen Herrscherhaus der Greifen angehörte und seit 1377 das Teilherzogtum Pommern-Stolp regierte, und Maria von Mecklenburg, eine Nichte Margarethes I., der Regentin Dänemarks und Norwegens. Katharina war das zweite Kind ihrer Eltern, sie hatte einen etwa zwei Jahre älteren Bruder namens Bogislaw.
Als Margarethes einziger Sohn Olav 1387 starb, wurde Margarethe Königin von Dänemark, Norwegen und, nachdem sie sich gegen Albrecht von Mecklenburg durchgesetzt hatte, auch von Schweden. Margarethe baute nun ihren nächsten überlebenden männlichen Verwandten Bogislaw unter dem Namen Erik zum Nachfolger auf und nahm auch seine Schwester Katharina unter ihre Fittiche. 1394 versuchte sie, anscheinend ohne Erfolg, Katharinas Aufnahme ins Kloster Vadstena zu erreichen, das die kurz zuvor heiliggesprochene Birgitta von Schweden gegründet hatte.
Margarethes Projekt einer nordisch-englischen Doppelhochzeit ließ sich nur teilweise verwirklichen: Zwar heiratete Erik 1406 Philippa, eine Tochter des englischen Königs Heinrich IV., die Verhandlungen um eine Eheschließung zwischen Katharina und Philippas Bruder, dem späteren König Heinrich V., scheiterten jedoch 1402. Während der Hochzeitsfeierlichkeiten ihres Bruders wurde schließlich ein Ehepartner für Katharina gefunden: der etwa gleichaltrige Johann, ein jüngerer Sohn des römisch-deutschen Königs Ruprecht aus der Pfälzer Linie der Wittelsbacher. Katharina und Johann heirateten am 15. September 1407 im dänischen Ribe.
Das Paar lebte zunächst in Amberg, weil Johann von dort aus die oberpfälzischen Territorien seines Vaters Ruprecht verwaltete. Erhaltenen Rechnungsbüchern aus dieser Zeit ist zu entnehmen, dass Katharina mehrere Umbauten an ihrer Residenz vornehmen, einen Garten mit Weinstöcken anlegen, Schnaps brennen und Salbe herstellen ließ. Sie war regelmäßig in der Umgebung unterwegs und besuchte unter anderem Neumarkt, Neunburg, Burglengenfeld und die Reichsstadt Nürnberg.
Nach dem Tod König Ruprechts im Frühjahr 1410 teilten Johann und seine drei überlebenden Brüder das Herrschaftsgebiet ihres verstorbenen Vaters untereinander auf. Johann erhielt die Pfalzgrafschaft Pfalz-Neumarkt, die den Großteil der bereits von ihm als Statthalter seines Vaters regierten Oberpfalz umfasste. Da Amberg an seinen älteren Bruder Ludwig III. gefallen war, residierten Johann und Katharina von nun an in Neumarkt im Westen und Neunburg im Osten der neuen Pfalzgrafschaft.

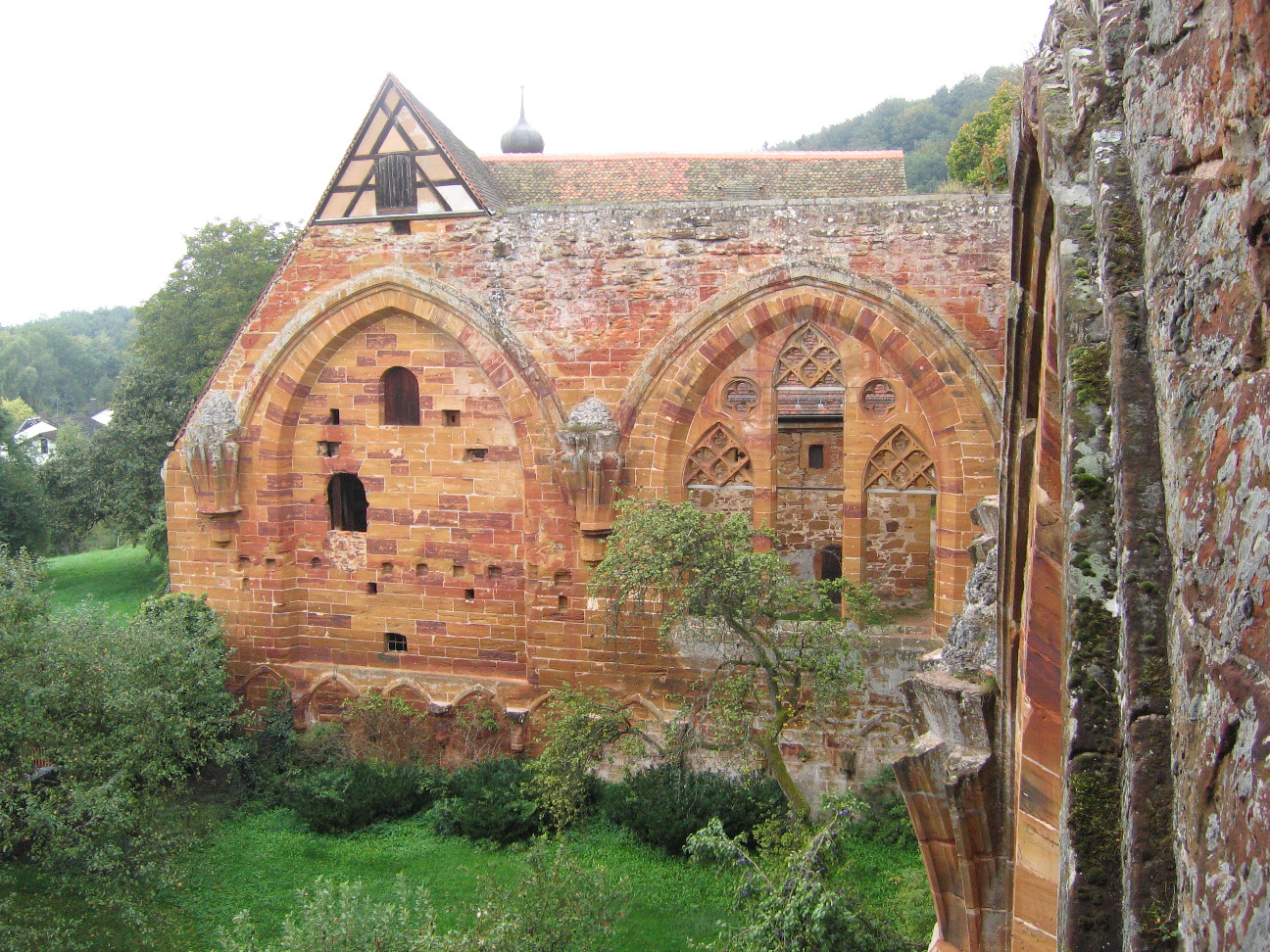
Reste der Klosterkirche von Gnadenberg, in der Katharina beigesetzt wurde

Wie ihre Großtante Margarethe, ihr Bruder Erik und ihre Schwägerin Philippa förderte auch Katharina den von Birgitta von Schweden begründeten Erlöserorden. Im Sommer 1420 gestattete Papst Martin V. dem Pfalzgrafenpaar, ein Kloster dieses Ordens zu gründen. Als Standort für das neue Kloster wurde der Eichelberg zwischen Neumarkt und Nürnberg gewählt, der nun den Namen Gnadenberg erhielt. Da 1422 die Einrichtung neuer Doppelklöster päpstlich untersagt worden war, wurde zunächst nur ein Männerkloster gebaut; ein Frauenkloster folgte erst einige Jahre nach Katharinas Tod. Auf Bitten Katharinas hin wies Papst Martin V. das Birgittenkloster Paradiso bei Florenz an, einige Mönche für das neue Kloster zu entsenden.
Gut einen Monat nach Ausfertigung der Stiftungsurkunde des Klosters Gnadenberg starb Katharina am 12. März 1426 in Neumarkt. Sie wurde zunächst in der dortigen Hofkirche beigesetzt und wie ihre bereits verstorbenen Kinder in die Klosterkirche von Gnadenberg überführt, sobald es der Baufortschritt erlaubte. Johann überlebte seine erste Ehefrau um 17 Jahre und ging noch eine zweite Ehe mit Beatrix von Bayern aus der Münchner Linie der Wittelsbacher ein.
Aus der Ehe zwischen Katharina und Pfalzgraf Johann gingen insgesamt sieben Kinder hervor, von denen allerdings die ältesten sechs, die Tochter Margarete und die Söhne Adolf, Otto, Johann (II.), Friedrich und Johann (III.), bereits kurz nach der Geburt starben. Nur der jüngste Sohn, der 1416 geborene Christoph, überlebte seine Eltern. Christoph übernahm 1439 von seinem Onkel Erik die Herrschaft über Dänemark, Norwegen und Schweden. Wie seine Eltern stiftete er ein Birgittenkloster, das Nådendal genannt wurde und im heutigen Finnland nahe Turku liegt.